# Bandiera del Biafra
La bandiera del Biafra fu la bandiera adottata dal 1967 al 1970 dalla repubblica del Biafra, stato secessionista della Nigeria riconosciuto solo da poche nazioni. Essa è composta da tre bande orizzontali di uguali dimensioni. I colori sono il rosso, il nero e il verde, i colori panafricani. Al centro della banda nera, appoggiato su una linea, compare un sole nascente giallo con 11 raggi che stanno a simboleggiare le 11 province biafrane.